# Kunova
Kunova je naselje u slovenskoj Općini Gornjoj Radgoni. Kunova se nalazi u pokrajini Štajerskoj i statističkoj regiji Pomurju. 

## Stanovništvo
Prema popisu stanovništva iz 2002. godine naselje je imalo 132 stanovnika.